# Крикунова, Людмила Ивановна
Людми́ла Ива́новна Крикуно́ва (р. 16 июля 1954) — советский и российский учёный в области лучевой терапии, специалист в области онкогинекологии. Доктор медицинских наук, профессор. Заведующая отделением лучевых и комбинированных методов лечения гинекологических заболеваний Медицинского радиологического научного центра Министерства здравоохранения Российской Федерации (МРНЦ Минздрава России).

## Биография
Людмила Крикунова родилась 16 июля 1954 года.
В 1976 году окончила лечебный факультет Киргизского государственного медицинского института по специальности «Лечебное дело».
С 1976 года работает в Институте медицинской радиологии Академии медицинских наук СССР (в настоящее время — Медицинский радиологический научный центр Министерства здравоохранения Российской Федерации). Занимала последовательно должности младшего научного сотрудника, старшего научного сотрудника (с 1986), ведущего научного сотрудника (с 1996). В 1997 году была избрана по конкурсу заведующей отделения лучевой терапии гинекологических заболеваний (в настоящее время — отделение лучевых и комбинированных методов лечения гинекологических заболеваний).
Во время работы в МРНЦ окончила заочную аспирантуру по специальности «Лучевая диагностика, лучевая терапия». В 1984 году защитила диссертацию на соискание учёной степени кандидата медицинских наук. В 2000 году защитила диссертацию на соискание учёной степени доктора медицинских наук по теме «Сочетанная лучевая и комбинированная терапия рака эндометрия» по специальности 14.00.19 — лучевая диагностика, лучевая терапия, 14.00.14 — онкология. В 2004 году присвоено учёное звание профессора. Среди учеников — 9 кандидатов наук. Опубликовала более 200 научных работ, в том числе 2 монографии, 4 рационализаторских предложения, 4 патента на изобретение по вопросам диагностики и лечения в онкогинекологии.
Проекты Крикуновой поддержаны четырьмя грантами (3 гранта — Российского фонда фундаментальных исследований, 1 грант — Президента Российской Федерации).
Людмила Крикунова — куратор проекта «Здоровье женщин» по оказанию диагностической помощи жителям загрязненных радионуклидами территорий Калужской, Брянской, Орловской, Тульской областей, пострадавших вследствие Чернобыльской аварии. Научный руководитель инновационного проекта, выигравшего в программе «Старт» Государственного фонда содействия развития малых форм предприятий в научно-технической сфере.
Член диссертационного совета Медицинского радиологического научного центра.

## Научная деятельность
Основные направления научных исследований связаны с разработкой и усовершенствованием методов сочетанного лучевого, комплексного и комбинированного лечения онкогинекологической патологии. С целью повышения эффективности специализированного лечения онкогинекологической патологии с её участием разработаны и апробированы методики по определению индивидуальной чувствительности опухолевых клеток к химиопрепаратам, оценке пролиферативной активности опухолевых клеток и уровня экспрессии белка р53, прогнозированию закономерности развития ранних и поздних пострадиационных реакций с учетом модуляции токсических эффектов, а также анализ полиморфизма геномов СОМТ и HFE в клетках периферической крови больных раком яичников и эндометрия (совместно с исследователями из Японии).

## Участие в профессиональных и общественных организациях
- Член Европейского общества онкологов (ESGO)[2]
- Член Европейского общества химиотерапевтов (ESMO)[2]
- Член Российской ассоциации терапевтических онкологов (РАТРО)[2]
- Член научного совета Российской ассоциации по генитальным инфекциям и неоплазии (РАГИН)[4]

## Участие в конференциях
- Член оргкомитета научно-практической конференции «Радиогинекология. Возможности, проблемы, перспективы» (Москва, 2013)[5]

## Награды и премии
- Первая премия в номинации «Гинекология» на Всероссийском конкурсе «Медицина—2002»[2]
- Российско-германская премия имени Зейдлица за научные достижения в области онкологии (2003)[2]
- Диплом Регионального Общественного фонда содействия отечественной медицине Президиума Российской академии медицинских наук (2001)[2]